# Paloedemera crassipes
Paloedemera crassipes là một loài bọ cánh cứng trong họ Oedemeridae. Loài này được Wickham miêu tả khoa học năm 1914.